# Августа Сольмс-Браунфельська
Авгу́ста Луї́за Тере́за Мати́льда Со́льмс-Браунфе́льська (нім. Auguste Luise Therese Matilda zu Solms-Braunfels, 25 липня 1804 — 8 жовтня 1865) — принцеса Сольмс-Браунфельська з роду Сольмсів, донька принца Сольмс-Браунфельського Фрідріха Вільгельма та принцеси Мекленбург-Штреліцької Фредеріки, дружина спадкоємного принца Шварцбург-Рудольштадту Альберта.

## Біографія
Народилась 25 липня 1804 року у Трісдорфі. Була четвертою дитиною та другою донькою в родині принцеси Мекленбург-Штреліцької Фредеріки та її другого чоловіка Фрідріха Вільгельма Сольмс-Браунфельського. Мала старшого брата Вільгельма. Інші діти померли в ранньому віці до її народження. Від першого шлюбу матері мала також єдиноутробного брата Фрідріха та сестру Фредеріку. Згодом сімейство поповнилося молодшими синами, Александром і Карлом.
Батько був четвертим сином князя Фердинанда Сольмс-Браунфельського і служив у прусському війську, але вже у 1805 році подав у відставку через пристрасть до алкоголю. Згодом нетривало брав участь у війні четвертої коаліції. У 1809 році отримав чин генерал-майора та річну пенсію. Його не стало, коли Авґусті було дев'ять років. Матір невдовзі взяла третій шлюб із британським принцом Ернстом Августом, і у 1819 році народила найменшого сина Георга.

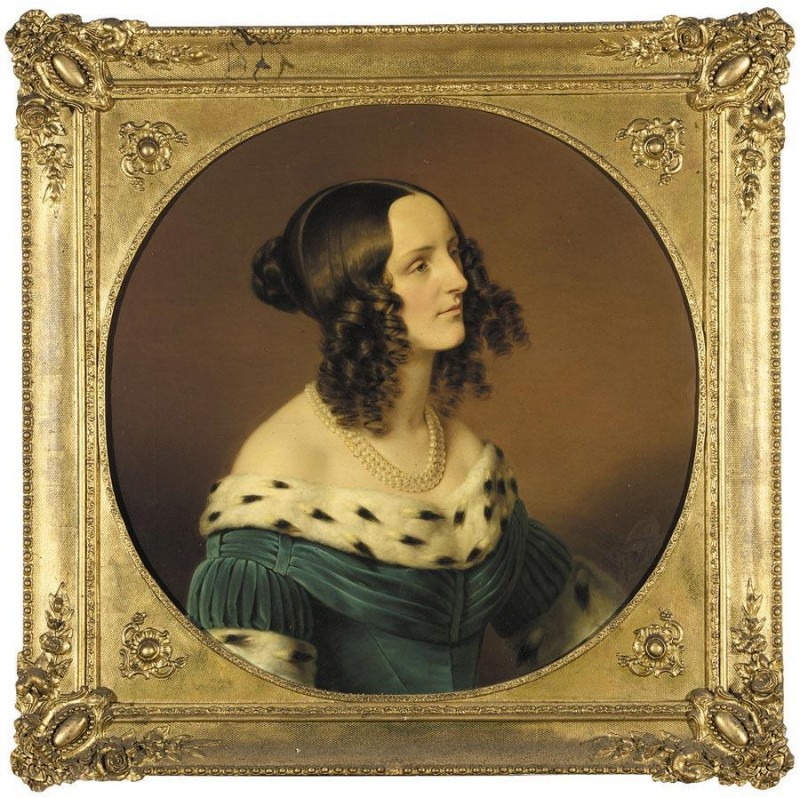
Портрет Авґусти Луїзи приписуваний пензлю Франца Шроцберга

У віці 23 років Августа стала дружиною 29-річного принца Шварцбург-Рудольштадтського Альберта. Молоді люди познайомились при дворі прусського короля. Наречений був молодшим братом правлячого князя Шварцбург-Рудольштадту Фрідріха Ґюнтера. Весілля відбулося 26 липня 1827 у палаці Шонхаузен біля Берліну. У подружжя народилося шестеро дітей, з яких живими були четверо.
У 1845 її чоловік став спадкоємним принцом Шварцбург-Рудольштадту. Втім, до його вцарювання Августа не дожила, пішовши з життя у віці 61 року, 8 жовтня 1865. Альберт став князем два роки потому. Більше він не одружувався.

## Родина
Чоловік —  Альберт, принц Шварцбург-Рудольштадтський
Діти:
- Карл (30 квітня—9 травня 1828) — прожив 10 днів;
- Єлизавета (1833—1896) — дружина князя Ліппе Леопольда III, дітей не мала;
- Георг Альберт (1838—1890) — князь Шварцбург-Рудольштадту у 1869—1890 роках, був заручений із принцесою Мекленбург-Шверінською Марією, однак шлюб не відбувся; мав позашлюбну доньку;
- Ернст Генріх (15—19 березня 1848) — прожив 4 дні.